# Irondale (Missouri)
Irondale è un comune degli Stati Uniti d'America, situato nello Stato del Missouri, nella contea di Washington.